# Galva (Kansas)
Galva és una població dels Estats Units a l'estat de Kansas. Segons el cens del 2000 tenia 701 habitants.

## Demografia
Segons el cens del 2000, Galva tenia 701 habitants, 273 habitatges, i 206 famílies. La densitat de població era de 575,9 habitants/km².
Dels 273 habitatges en un 37,7% hi vivien nens de menys de 18 anys, en un 66,3% hi vivien parelles casades, en un 6,2% dones solteres, i en un 24,2% no eren unitats familiars. En el 20,5% dels habitatges hi vivien persones soles el 8,8% de les quals corresponia a persones de 65 anys o més que vivien soles. El nombre mitjà de persones vivint en cada habitatge era de 2,57 i el nombre mitjà de persones que vivien en cada família era de 2,99.
Per edats la població es repartia de la següent manera: un 28,7% tenia menys de 18 anys, un 8,1% entre 18 i 24, un 30,8% entre 25 i 44, un 20,3% de 45 a 60 i un 12,1% 65 anys o més.
L'edat mediana era de 34 anys. Per cada 100 dones de 18 o més anys hi havia 96,1 homes.
La renda mediana per habitatge era de 42.500 $ i la renda mediana per família de 47.212 $. Els homes tenien una renda mediana de 32.917 $ mentre que les dones 20.875 $. La renda per capita de la població era de 18.021 $. Entorn del 6,2% de les famílies i el 6,6% de la població estaven per davall del llindar de pobresa.

## Poblacions més properes
El següent diagrama mostra les poblacions més properes.